# Rich King
Pour les articles homonymes, voir King.
Richard Thomas « Rich » King, né le 4 avril 1969 à Lincoln dans le Nebraska, est un joueur américain de basket-ball. Il évolue au poste de pivot.